# Havaika triangulifera
Havaika triangulifera là một loài nhện trong họ Salticidae. Loài này komt voor op de Marquesaseilanden.